# Bhau Sahib
Shrimant Vithal Rao Parushuram, kortweg Vithal Rao Parushuram, ook wel Bhau Sahib (1890- ?) was een broer van Nana Sahib, de negende radja van het voormalige vorstenland Aundh in de kroonkolonie Brits-Indië.
Bhau Shahib werd onterfd van troonopvolging door zijn grootvader en vader, resp. Anna Sahib en Dada Sahib, vanwege vermeende buitenechtelijke geboorte. Hierdoor kwam de weg vrij voor zijn oom Bala Sahib.